# Station Alcobendas-San Sebastián de los Reyes
Station Alcobendas-San Sebastián de los Reyes is een station van de Cercanías Madrid aan lijn C-4
Het station ligt in zone B1 en is gelegen in Alcobendas en San Sebastián de los Reyes
In de jaren zeventig waren de gemeentes Alcobendas en San Sebastián de los Reyes aan het overleggen voor een spoorverbinding. Het station werd geopend in 2001 voor de nu gesloten C-1.
Het bevindt zich ondergronds en is tevens het eindpunt voor lijn C-4.